# Francesc Rosselló i Miralles
Francesc Rosselló i Miralles (Palma, 1863-1933), pintor.

## Formació
De família benestant, devers l'any 1877 va assistir a l'Acadèmia Provincial de Belles Arts, on va ser condeixeble de Llorenç Cerdà i Pere Càffaro. Va ser alumne de Joan Mestre i Bosch, que el va influir molt en les seves primeres obres. Després es va notar la influència sobre la seva obra del paisatgisme d'Antoni Ribas.
Va ser amic dels pintors modernistes Antoni Gelabert i Joaquim MIr i la influència de les obres de Santiago Rusiñol es notà en un predomini dels tons verds i violetes, present en obres com Biniaraix o Vall de Sóller.

## Trajectòria pictòrica i professional
Va exposar de manera habitual al Foment de la Pintura i l'Escultura. El 1896 participà a The 128 Exhibition of the Royal Academy of Arts de Londres amb l'obraValldemossa. El 1897 va obtenir un premi al concurs convocat pel Cercle Mallorquí per decorar la seva seu, a partir del qual pintà Ses segadores (Parlament de les Illes Balears). El mateix any guanyà la medalla de plata a l'Exposició Balear de Sóller. El 1901 va obtenir la plaça d'ajudant meritori a la secció artística de l'Escola Elemental d'Indústries i Belles Arts de Palma i va ser nomenat vocal de la Junta Provincial d'Instrucció Pública de les Balears.
El 1907, amb Llorenç Cerdà, va ser encarregat de formar el Museu de Belles Arts, instal·lat a sa Llonja. El 1908 obtengué la medalla de bronze a l'Exposició Hispanofrancesa de Saragossa. DE 1908 a 1909 va tenir de professor ajudant el pintor Antoni Gelabert. El 1910 s'integrà a l'Associació d'Artistes Pintors arran de la crisi del Cercle de Belles Arts. El 1911 va ocupar de manera interina el lloc de professor de paisatge i perspectiva de l'Escola d'Arts i Oficis, degut a la mort d'Antoni Ribas. El mateix any obtengué una medalla de primera classe a l'Exposició General de Belles Arts de l'Ateneu de Maó. El 1913 signà el manifest que suposà la creació de la Lliga d'Amics de l'Art.
El 1915 participà en l'Exposició del Veloç Sport Balear i va ser present a Montevideo on aconseguí èxit de crítica i de vendes. El 1917 va participar en mostres col·lectives al Saló Àrab de la Veda. El 1919 va exposar al Cercle Mallorquí (d'aleshores deu ser "Paisatge rural de Can Pastilla" (ca. 1919, Parlament de les Illes Balears). El 1920 participà en l'Exposició Regional d'Art de l'Ajuntament de Palma. El 1923, amb Pilar Montaner, Antoni Gelabert i Bartomeu Ferrà, va exposar a la Galeria Homar de Barcelona, sota el títol de "Paisatges de Mallorca". A partir de la segona dècada del segle xx la pintura de Francesc Rosselló prengué forma intermitent. El 1931 i 1933 exposà a les Galeries Costa. A la sortida de la inauguració d'aquesta darrera exposició de 1933, el 17 de gener, va ser atropellat per un vehicle, fet que li ocasionà la mort.
El 1946 se li va retre un homenatge amb una mostra a les Galeries Quint. El 1978 se li dedicà una retrospectiva a les Galeries Rubines de Palma. El 1984 s'exposà obra seva a la mostra Vint pintors mallorquins feta al Banc de Santander. El 1994 la Fundació Barceló va fer la darrera mostra retrospectiva de la seva obra. Té un carrer de Palma dedicat.

## Temàtica
La seva temàtica és variada, amb predomini dels paisatges rurals de Mallorca, inicialment caracteritzats per incloure escenes de les tasques agrícoles. Són també freqüents els paisatges costaners, els patis i els jardins urbans. En menor mesura tractà la natura morta i el retrat.
Devers el final del segle xix predominen els paisatges rurals amb escenes costumistes com Joveneta cosint a un jardí, els paisatges de la costa com Na Foradada i composicions com Migdia. S'interessà sobretot per la llum i els colors. Les seves obres reflectiren les feines del camp al sol, Fermant garbes o a A l'era.

## Estil
Les seves primeres pintures estan influïdes per la línia naturalista de Joan Mestre. Després, en sintonia amb una línia academicista, l'influí de manera parcial l'obra d'Antoni Ribas. La relació amb el modernisme s'expressa de manera gairebé eclusiva en el cromatisme de la seva pintura, que evolucionà cap a una interpretació emocional dels colors.